# Дердуга Сергій Миколайович
Сергі́й Микола́йович Дерду́га (20 липня 1983 — 3 червня 2022) — український військовик, підполковник Військово-Морських Сил Збройних Сил України, учасник російсько-української війни.

## Життєпис
Народився в місті Ямполі, нині Могилів-Подільського району Вінницької області.
На військовій службі з 2001 року.
З 2019 року — командир 18-го окремого батальйону 35-ї окремої бригади морської піхоти імені контр-адмірала Михайла Остроградського.
3 червня 2022 року під час наступальних дій у районі села Велике Артакове Березнегуватської селищної об’єднаної територіальної громади Баштанського району Миколаївській області, внаслідок зіткнення з противником отримав численні осколкові вогнепальні поранення не сумісні з життям.

## Нагороди
- орден «За мужність» II ступеня (2022, посмертно) — за особисту мужність і самовіддані дії, виявлені у захисті державного суверенітету та територіальної цілісності України, вірність військовій присязі[2].
- орден «За мужність» III ступеня (2014) — за особисту мужність і героїзм, виявлені у захисті державного суверенітету та територіальної цілісності України, вірність військовій присязі[3].
- медаль «Захиснику Вітчизни» (02.12.2016) — за особистий внесок у зміцнення обороноздатності Української держави, мужність, самовідданість і високий професіоналізм, виявлені під час виконання військового обов'язку та з нагоди Дня Збройних Сил України[4].